# ヴォロトィンスク公国
ヴォロトィンスク公国（ロシア語: Воротынское княжество）はオカ川上流公国群のうちの一つである。1455年ごろ成立し、1573年に消滅した。
ヴォロトィンスク公国は、ノヴォシリ公レフの死後、ノヴォシリ公国から分離して形成された。首都はヴォロトィンスクに置かれた。公国形成の時点では、内部の自治権は認められていたものの、リトアニア大公国の支配下に置かれていた。ただし15世紀末にはリトアニアから離れ、モスクワ大公国に従属する道を画策しており、宗主国の鞍替えは1487 - 1494年のルーシ・リトアニア戦争の後に決定的となった。
以降、ロシア・ツァーリ国期の1573年まで公国とその公家が存続した。また、ヴォロトィンスク公家はロシアの貴族ヴォロトィンスキー家として17世紀後半まで存続している。